# Il pavone nero
Il pavone nero è un film del 1975 diretto da Osvaldo Civirani.
Appartenente al filone erotico, sebbene siano evidenti elementi horror, il film è interpretato da Karin Schubert, Chris Avram, Don Powell, Franco Ressel, Luigi Angelillo, Rita Orlando e Samantha Star. Del film esistono due versioni: una normale e una hard, in cui compaiono scene di sesso esplicito.

## Trama
Santo Domingo. Un ingegnere italiano giunge da Milano per ispezionare i lavori di costruzione di una diga, dato che il suo predecessore, tal Kluge, è sparito senza lasciare traccia. A un certo punto il professionista e sua moglie Laura vengono coinvolti nei misteriosi riti voodoo che si praticano sull'isola, e che vengono guidati da Balaga, uno stregone contrario all'edificazione della diga. Intanto il fantasma di Kluge ammonisce l'ingegnere sul portare a termine i lavori.
Solo grazie all'intervento della polizia Laura, ammaliata dai riti, viene salvata e riportata in Italia.